# Wolf Rudolf Freiherr Marschall von Altengottern

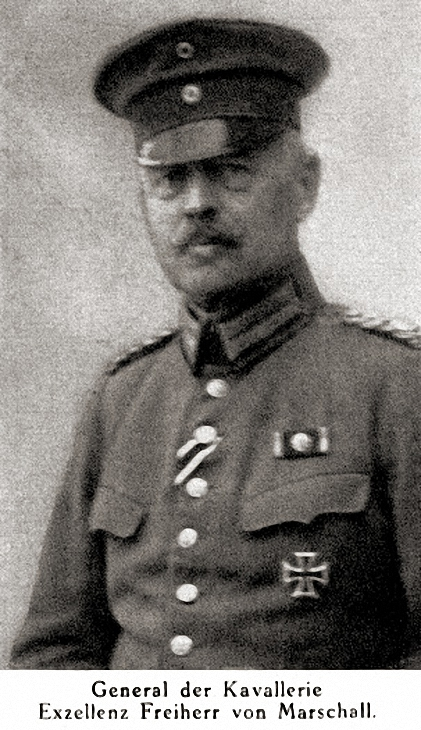
Freiherr Marschall von Altengottern

Wolf Rudolf Freiherr Marschall von Altengottern (* 26. September 1855 in Lyck; † 20. November 1930 in Schloss Altengottern) war ein preußischer General der Kavallerie im Ersten Weltkrieg.

## Leben

### Herkunft
Seine Eltern waren der Landrat Rudolf Marschall von Altengottern (1820–1890) und dessen Ehefrau Anna Luise, geborene von Seebach (1827–1897).

### Karriere
Marschall war als Schüler Zögling an der Klosterschule Roßleben. Er trat am 18. September 1875 als Fahnenjunker in das Thüringische Husaren-Regiment Nr. 12 der Preußischen Armee ein und avancierte bis Mitte Februar 1877 zum Sekondeleutnant. Vom 1. Oktober 1880 bis 21. Juli 1883 wurde er zur Ausbildung an die Kriegsakademie kommandiert und kurz vor Ausbildungsende am 3. Juli in das Regiment der Gardes du Corps versetzt. Nach seiner Beförderung zum Premierleutnant am 1. April 1885 stieg er vierzehn Tage später zum Regimentsadjutanten auf. Am 17. September 1887 folgte seine Versetzung als Adjutant der 1. Garde-Kavallerie-Brigade. Im weiteren Verlauf seiner Militärkarriere hatte Marschall in den folgenden Jahren verschiedene Generalstabsverwendungen inne und wurde am 24. April 1904 zu Kommandeur des Leib-Garde-Husaren-Regiments ernannt. Ab 9. Juni 1905 fungierte er zeitgleich auch als Flügeladjutant Kaiser Wilhelms II. Unter Belassung in dieser Stellung wurde er am 13. September 1906 mit der Führung der 17. Kavallerie-Brigade (Großherzog-Mecklenburgische) in Schwerin beauftragt und am 27. Januar 1907 zum Kommandeur dieses Großverbandes ernannt. Die Brigade gab Marschall am 28. Mai 1907 an seinen Nachfolger Ludwig von Schwerin ab. Er war nun als diensttuender Flügeladjutant des Kaisers tätig, wurde am 27. Januar 1909 diensttuender General à la suite des Kaisers sowie am 5. April unter Belassung in dieser Stellung zur Disposition gestellt.
Er war Mitglied des Preußischen Herrenhauses.

### Erster Weltkrieg
Bei Ausbruch des Ersten Weltkriegs wurde Marschall zunächst als z.D.-Offizier zur Dienstleistung beim Kaiser im Großen Hauptquartier kommandiert. Am 24. Dezember 1914 wurde er dann unter gleichzeitiger Verleihung des Charakters als General der Kavallerie zum Kommandeur der 3. Garde-Division ernannt, die er zunächst bis zum 16. Februar 1915 bei der Südarmee führte. Anschließend übernahm Marschall im Abschnitt der k.u.k. 7. Armee das nach ihm benannte und aus verschiedenen österreichischen Divisionen bestehende Korps „Marschall“, das zu diesem Zeitpunkt in der Bukowina und am Dnjestr zum Einsatz kam. Hier erhielt er dann auch am 22. März 1915 das Patent seines Dienstgrades verliehen.
Mitte April 1916 wurde er an der Westfront zum Kommandierenden General des neu errichteten Garde-Reserve-Korps ernannt. Das Korps wurde ab Juli 1916 in der Schlacht an der Somme eingesetzt und Marschall wurde für die Verteidigung des ihm anvertrauten Abschnitts am 21. September 1916 mit dem Orden Pour le Mérite ausgezeichnet. 1917 nahm er an den Kämpfen um den Wytschaete-Bogen und der Dritten Flandernschlacht teil. Im April 1918 kämpfte das Korps in der deutschen Frühjahrsoffensive und war maßgeblich an der Schlacht an der Lys beteiligt. Für die Erfolge, die seine unterstellten Truppen in dieser Offensive erzielten, wurde Marschall am 16. Mai 1918 das Eichenlaub zum Pour le Mérite verliehen.
Nach dem Waffenstillstand beauftragte man Marschall ab dem 19. November 1918 mit der Führung der 4. Armee. Nach der Rückkehr in die Heimat wurde er auf eigenen Wunsch hin am 30. Dezember 1918 in den Ruhestand verabschiedet.

### Familie
Er heiratete 1885 Wilhelmine Gräfin von Rittberg (1866–1951). Das Paar hatte mehrere Kinder:
- Gertrud (1886) ⚭ Adolf Graf von Blücher-Fincken (1883–1914);  ⚭ II. (1928) Ludwig von Nordheim (Regierungsrat a. D.)[3]
- Wolf Erhard (1888–1960) ⚭ 1921 Luise Gräfin Finck von Finckenstein (1896–1991)
- Henner Rudolf Aurel (1890) ⚭ Luisa von Petersdorff
- Hubertus (1895) ⚭ Dora Elena Ahrens
- Charlotte (1894), lebte in Altengottern